# Ais kacang
Ais kacang ou ice kacang (literalmente significando "gelo de feijão" ou "feijão congelado"), também comumente conhecida como ABC (acrônimo para air batu campur, significando "gelo misturado") é uma sobremesa com origem na Malásia, mas que também é comum em Singapura (onde é chamada de ice kachang) e Brunei.
A sobremesa é popularmente vendida na rua, especialmente no verão, por ser uma opção eficiente em refrescar. Num geral, o gelo é raspado em uma máquina de gelo com uma manivela manualmente operada, tradicionalmente usada pelos vendedores de rua em Singapura.
O ais kacang é similar ao patbingsu coreano, o kakigori japonês e o halo-halo filipino, sendo todas sobremesas de gelo raspado que usam feijões vermelhos na preparação.

## Ingredientes
O ais kacang malaio era, originalmente, feito apenas de gelo raspado e feijão vermelho, mas desde então foram criadas versões da sobremesa com um leque muito mais extenso de ingredientes.
Na Malásia, muitas das variantes servidas contém porções de attap chee (semente de palmeira), feijões vermelhos, milho verde, gelatina de grama e/ou cubos de gelatina de agar-agar como ingredientes mais comuns. Outros ingredientes não tão comuns, mas ainda assim utilizados, são aloe vera, cendol, nata de coco e sorvete. Uma cobertura de leite evaporado, leite condensado ou leite de coco é despejada sobre o gelo junto com xarope de rosa ou de salsaparrilha. Xarope de folha de pândano também é utilizado, seja puro como cobertura para finalizar, ou fazendo parte de uma outra cobertura, misturado ao açúcar de palma (xarope que recebe o nome de gula melaka).
Alguns locais já chegaram a lançar versões usando durião, fruta conhecida por ter um odor descrito como repugnante.

### Versão de Singapura
Em Singapura, onde a sobremesa é chamada de ice kachang, é comum o uso do xarope de açúcar de palma e existem versões cobertas com amendoins picados. A primeira versão foi criada na década de 50, e era feita apenas de gelo raspado (granizado) moldado em bolas e regado com xaropes doces e coloridos de sabores variados, e costumava ser comida com as mãos.